# Euglenòfits
Euglenòfits són protòfits. Poden ser heteròtrofs o autòtrofs segons els convingui. Euglena és el gènere tipus. Són comuns en aigües dolces. Tenen una forma allargada amb un flagel (o més) que els serveix per desplaçar-se. La reproducció és senzilla, per divisió cel·lular.